# 雷蒙德山
85°53′S 174°43′E / 85.883°S 174.717°E
雷蒙德山（英語：Mount Raymond）是南極洲的山峰，位於杜費克海岸，處於西西里山東南面4.6公里，屬於格羅夫納山脈的一部分，海拔高度2,820米，由歐內斯特·沙克爾頓率領的英國探險隊發現。